# (4366) Venikagan
(4366) Venikagan ist ein Hauptgürtelasteroid, der am 24. Dezember 1979 von Ljudmyla Schurawlowa am Krim-Observatorium entdeckt wurde.
Der Asteroid wurde nach dem sowjetischen Mathematiker Weniamin Fjodorowitsch Kagan (1869–1953) benannt.